# Битва на Ізері
Битва на Ізері (фр. Bataille de l'Yser, нід. Slag om de IJzer) (16—31 жовтня 1914) — битва бельгійської та французької армій проти кайзерівських військ на заході Бельгії на Західного фронту за часів Першої світової війни. Битва стала останньою, найпівнічнішою частиною так званого «бігу до моря», серії боїв на Західному фронті, коли кожна зі сторін намагалася обійти одна одну.
З початком німецького вторгнення в країну, бельгійська армія намагалася стримати ворога під Намюром та Льєжем, однак зазнала поразки та поступово відступала на захід. Останнім бар'єром на шляху німецьких армій на території Королівства Бельгія стала річка Ізер, що впадає до Північного моря. Її західний берег вище за східний і відповідно створював відмінні позиції, що панували над місцевістю та сприяли організації оборони бельгійськими військами. На цей час вона нараховувала тільки 6 піхотних та одну кавалерійську дивізії, одну морську бригаду й мала у своєму складі близько 65 000 людей. Під час боїв на рубежі річки Ізер, її підтримували французькі формування та ескадра британського флоту (2 легких крейсери, 2 монітори та декілька есмінців).
Союзні війська під проводом бельгійського короля Альберта I відбивали спробу прориву кайзерівської армії на 35-кілометровій ділянці між Ньївпортом та Діксмейде на північ Франції. Протягом двох тижнів бельгійські солдати утримували оборону, в найкритичніший момент король віддав наказ відкрити дамби на Ізері та затопити навколишню місцевість, що лежала перед фронтом їхньої оборони. Мужність та стійкість бельгійських солдатів урешті-решт перемогла, німці не змогли подолати цей бар'єр і війна перейшла у фазу траншейної. Бельгійці змогли втримати лише 5 % землі Королівства неокупованої противником. Спроможність бельгійської армії утримати хоча б частку власної території під ударами сильніших сил противника викликала неабиякий підйом морального духу бельгійців, а ім'я їхнього короля — Альберта І — стало символом національного героя.

## Історія

### Передумови
На світанку 4 серпня 1914 року, після відмови на ультимативну дипломатичну ноту графа К. фон Бюлов-Залескі, яку той вручив міністру закордонних справ Бельгії Ж. Давіньону щодо безперешкодного пропуску військ Вільгельма II територією країни, німецька армія вдерлась до Королівства. Війська під командуванням генералів А. фон Клюка і К. фон Бюлова атакували маленьку, погано оснащену та недостатньо підготовлену бельгійську армію, яка, проте, рішуче чекала на напад. Німці були впевнені, що бельгійці не створять їм серйозних перешкод і вони зможуть швидко обійти французьку армію з флангу.
Бельгійська армія, попри колосальній перевазі німецьких військ чинила затятий опір окупанту, криваві бої відбулись ще на кордоні. Тільки 12 серпня, після прибуття поповнення, підвезення важкої артилерії й відходу основних бельгійських сил із міста, німецькі війська спромоглися захопити фортецю Льєж. До 16 серпня усі форти Льєжа опанувала німецька армія, а командир 3-ї бельгійської дивізії й комендант фортеці Ж. Леман пораненим потрапив до полону. Після падіння Льєжа 1-ша і 2-га німецькі армії почали переправу через Маас і продовжили наступ на Брюссель, Вавр і Намюр.
16 серпня, нарешті опанувавши Льєж, війська 1-ї, 2-ї і 3-ї німецьких армій перейшли в рішучий наступ до франко-бельгійського кордону. Бельгійська армія під тиском противника, що переважав її багатократно, намагалася закріпитися на рубежі річки Діль, решта відступала до Антверпена і Намюра. Німці обійшли Антверпен, але укріплена бельгійська фортеця утворювала серйозну загрозу їхньому правому флангу, тому на ізоляцію цієї загрози кайзерівському командуванню довелося виділити частину сил.
20 серпня німці увійшли до Брюсселя. Далі армія окупантів зіткнулася з наступною системою укріплень навколо Намюра і знову ж була змушена витрачати час ще на одну облогу, яка тривала з 20 до 25 серпня. Врешті-решт німецькі армії подолали значну частину території Бельгії і вийшли на лінію Брюссель — Намюр — Дінан, готуючись вступити в бій із головними силами французької армії.

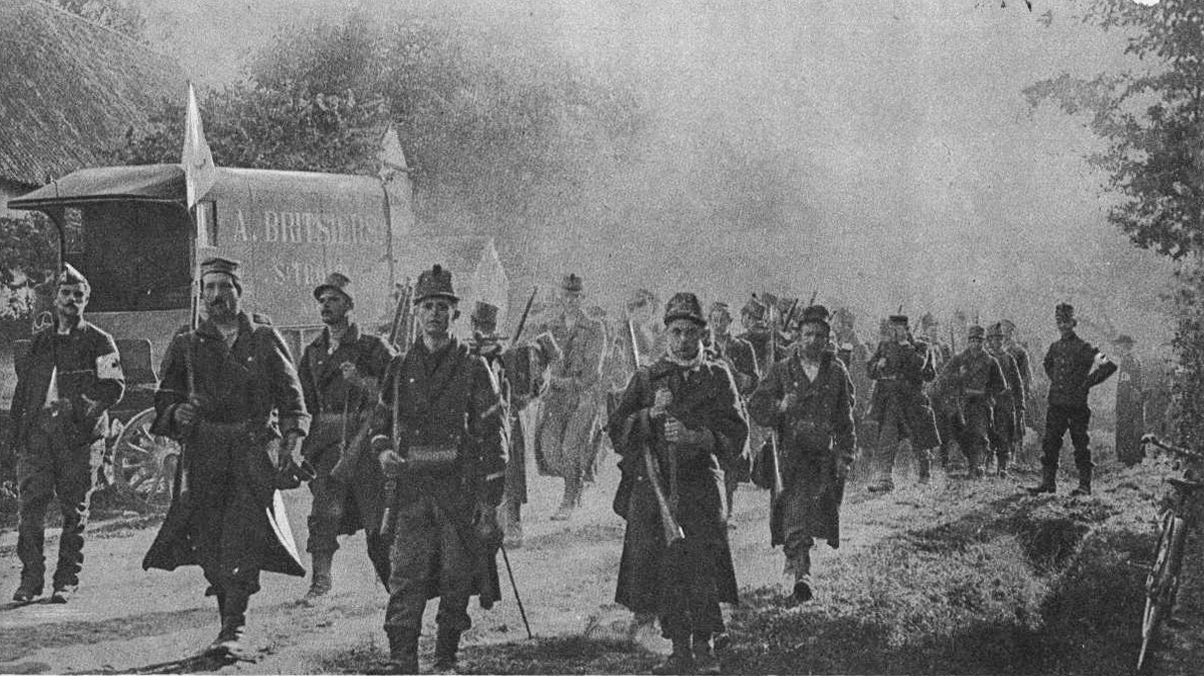
Бельгійські війська відступають територією Бельгії. Осінь 1914

У ході Великого відступу французькі та британські війська поступово відходили на південь, кульмінацією прикордонних боїв стала битва на Марні (5—12 вересня), переломний момент у першій фазі війни на Заході. За нею відбулася перша битва на Ені (13—28 вересня), коли наступальний порив німецької армії було збито і сторони розпочали шукати можливості здійснити глибокий фланговий маневр, сподіваючись обійти північний фланг противника. Під час так званого «бігу до моря», протиборчі армії зійшлися у першій битві в Пікардії, потім біля Арраса та при Мессені. Стрімкі маневрені дії закінчилися виходом французько-британської армії й з іншого боку німецької армії до північного узбережжя Бельгії, де залишалася остання неприкрита смуга між противниками. На цих рубежах після відведення з-під Антверпена укріплялися бельгійські війська.

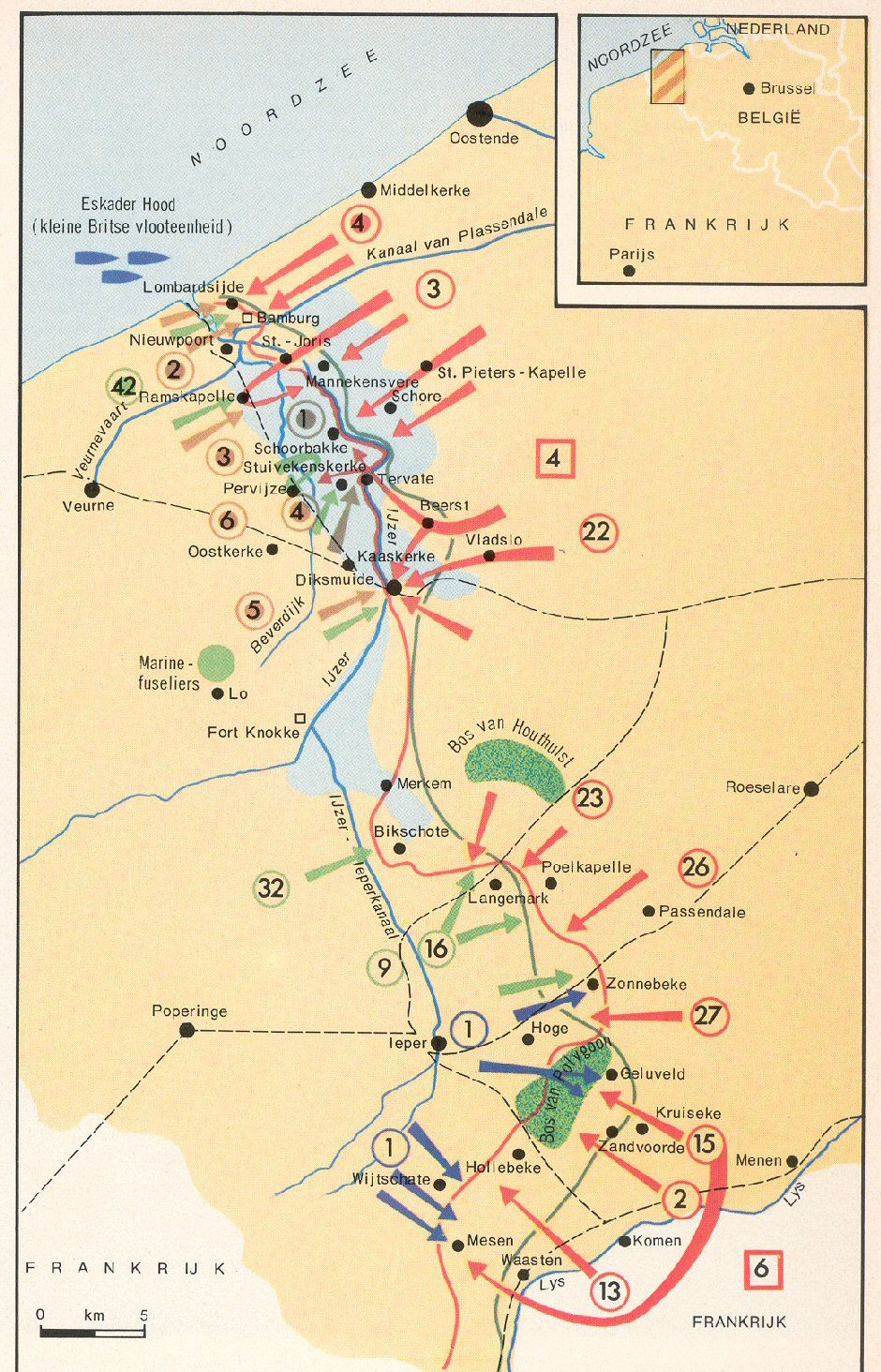
Карта боїв на території Бельгії. Жовтень 1914

### Початок битви
11 та 12 жовтня ар'єргардні підрозділи бельгійських військ, відхід яких прикривала кіннота, мотоциклісти та рухомі кулеметні секції завершували відступ до рубежу річки Ізер. З 14 жовтня бельгійці розпочали етап інтенсивного фортифікаційного обладнання позицій по західному берегу річки, користуючись її перевагами над навколишньою місцевістю. Піхотні дивізії швидко готувалися до відбиття наступу німців, водночас 2-га бельгійська кавалерійська дивізія зосередилася у резерві. На посилення наземного угруповання та вогневої підтримки їхніх дій союзники зібрали групу кораблів, якими командував британський контр-адмірал Ґорас Гуд. Основним завданням корабельного угруповання з трьох моніторів («Северн», «Гамбер» і «Мерсі») та низки інших бойових кораблів було підтримати вогнем важких артилерійських систем дії піхоти.

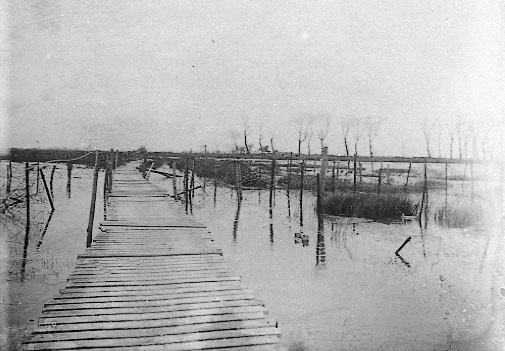
Ділянка затопленої бельгійської землі біля Рамскапелле. Ньївпорт. 1914

Німецькі війська після перегрупування знов організованої 4-ї армії А. Вюртемберзького, силами III резервного корпусу, що підійшов з-під Антверпена, та ще чотирьох свіжих резервних корпусів із Німеччини, за підтримки кавалерійських та артилерійських частин наблизилися до бельгійського рубежу й зайняли позиції між Ньївпортом та Іпром. 14 жовтня 1914 року війська 4-ї армії захопили Брюгге, 15 числа німецькі війська увійшли до Остенде та Зеебрюґґе. Шлях до Дюнкерка був майже вільний.

## Битва
16 жовтня німецька піхота розпочала штурм оборонних позицій біля Діксмейде на лінії Ізера, де тримали оборону бельгійські та французькі війська на чолі з полковником А. Жаком, який за свою роль в обороні міста згодом отримав титул барон де Діксмейде. Ціною великих втрат бельгійсько-французькі частини утримали Діксмейде.

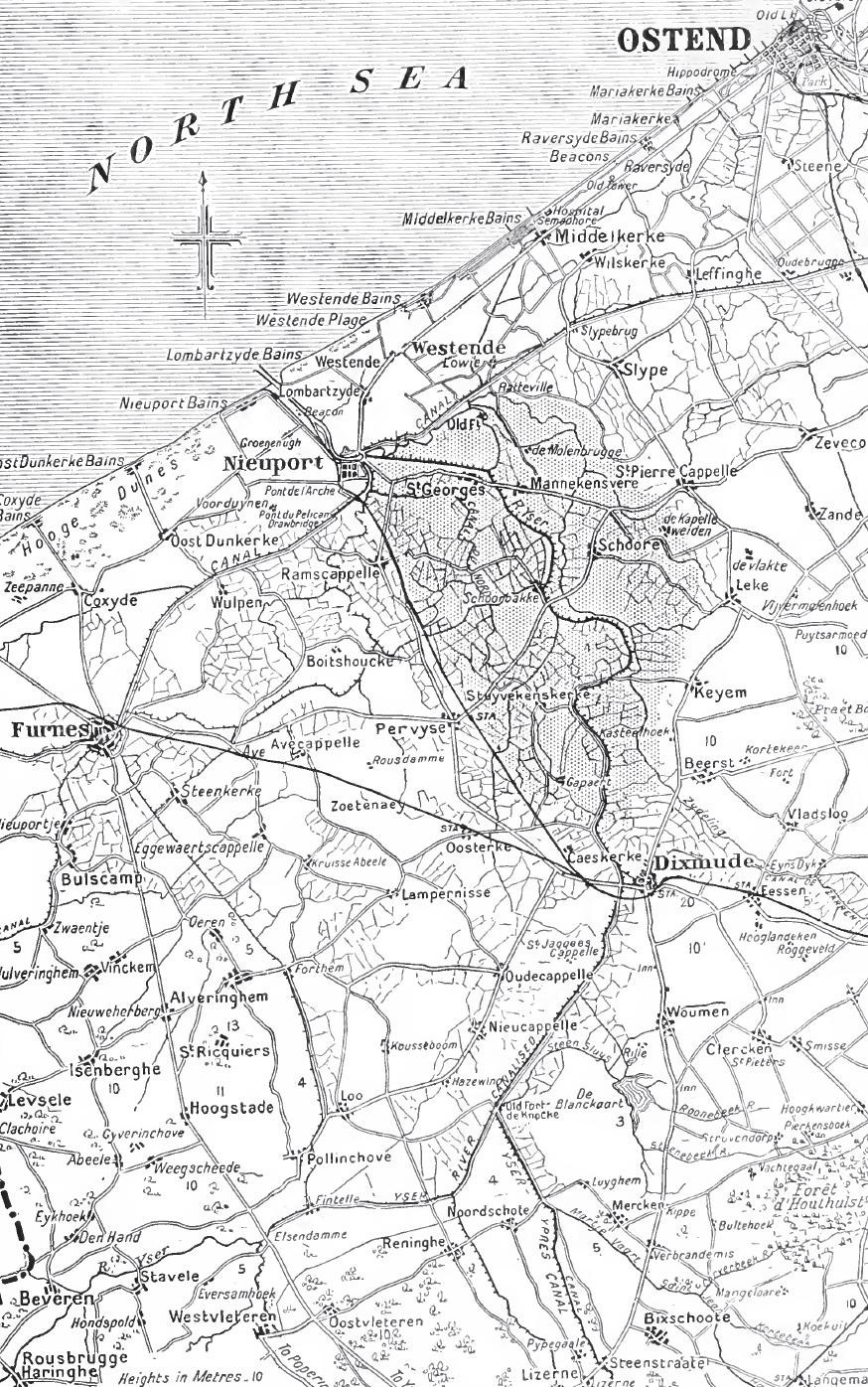
Зона затопленої бельгійської землі. 1914

18 жовтня німецький наступ поширився й невдовзі кайзерівські війська обійшли союзників біля Ньївпорта південніше на Аррас. У такий спосіб німецьке командування намагалося обхідним маневром розгромити бельгійсько-французьке угруповання, що їм протистояло, й не допустити можливості висадки британських експедиційних військ у Кале, Булоні та Дюнкерку. III резервний корпус, попри свої втрати, постійно нарощував тиск, намагаючись знищити бельгійські підрозділи, що утримували оборону в приморській зоні. Результатом їхнього наступу стало захоплення бельгійських містечок Кайм, Шуре та частково Маннекенсвере й вихід до підступів до Ізера, попри вогонь англо-французької ескадри, що крейсерувала поздовж берега й обстрілювала ворожі війська.
21 жовтня німецькі війська продовжували натиск на сили, що їм протистояли, передові підрозділи зачепилися за невеличкий плацдарм на західному березі Ізера, й мужньо стримували спроби французької 42-ї піхотної дивізії контратакувати. В ситуації, що склалася, французьке командування запропонувало затопити усі нижні землі, створивши непрохідні ділянки на лінії зіткнення сторін. Така спроба дій могла призвести до блокування бельгійського війська між затопленою драговиною й німцями, позбавивши їх можливості маневру та шляхів відходу. Іншим варіантом для бельгійців пропонувалося відступити з останнього клаптика бельгійської землі й відійти до Франції.
Рішення з цього приводу відклали, але з 25 жовтня ситуація на фронті настільки загострилася, що французи стали наполягати на затопленні усієї території в цьому регіоні. Вночі 26 жовтня бельгійці вперше відкрили шлюзи й затопили невеликі ділянки по лінії фронту. Поступово за наказом короля бельгійські інженери відкрили або підірвали намічені гідроспоруди й пустили морську воду в долину. Скоро велика ділянка південніше Діксмейде, завширшки 1,6 км опинилася затопленою й утворила величезну перешкоду на шляху просування німецьких військ.
30 жовтня німецьке командування спробувало прорватися та подолати перепону, що утворили бельгійці на Ізері, й здобули невеликого успіху, вирвавшись до другої лінії оборони біля Рамскапелле та Первідже. Атака німців була зупинена контратаками бельгійських і французьких підрозділів і врешті-решт німці змушені були скасувати усі наступні спроби прорватися на цій ділянці фронту. Поступово для німецьких військ утворилася несприятлива обстановка, вода прибувала в них у тилу, й вночі 31 жовтня вони відвели свої війська назад.

## Наслідки
10 листопада Діксмейде був окупований німцями, бої перемістилися значно південніше й тривали поблизу Іпра аж до 22 листопада 1914 року, доки сторони, вичерпавши усі свої сили не перейшли до позиційної оборони на захоплених рубежах та позиціях.
Німецькій армії так і не вдалося розгромити бельгійську армію й опанувати останній клаптик королівства. Ця битва стала завершальною в «бігу до моря» і стала останньою крапкою в маневреній війні сторін. Фронт поступово стабілізувався й перетворився на так званий Ізерський фронт, який бельгійське військо утримувало до кінця 1918 року майже без змін.